# ライオネル・ローグ
ライオネル・ローグ（Lionel Logue, 1880年2月26日 - 1953年4月12日）は、イギリスで活動したオーストラリア出身の言語聴覚士、演劇俳優。
ジョージ6世の吃音治療を手掛け、見事成功させたことで知られる。

## 経歴

### 生い立ち
オーストラリア・南オーストラリア州のアデレードに1880年2月26日に4人兄弟の長男として生まれた。祖父のエドワード・ローグはダブリン出身で、醸造業を起こしていた。

### 大学時代
プリンス・アルフレッド・カレッジに入学、ヘンリー・ワズワース・ロングフェローの詩に出会い、言葉の持つリズムや音声に興味を持つ。また、雄弁術を学ぶ。アデレード大学では音楽を学ぶ。その後、パースで演劇活動を行う。

### 言語障害治療

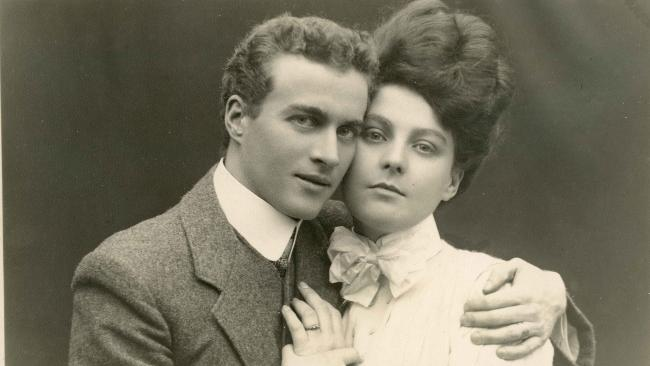
婚約時のローグ夫妻(1906年)

第一次世界大戦後、戦争神経症を患い帰還した兵士をみて、雄弁術を活用した患者の言語障害治療を始める。1924年、妻と3人の子供を連れてイギリスに移住、サウスケンジントンで言語セラピーを開業。

### ジョージ6世との出会い
1925年大英帝国博覧会におけるヨーク公アルバート王子（後のジョージ6世）の吃音混じりのスピーチをラジオで聴き、ヨーク公の治療依頼を受けて、1926年に治療を開始。当時、言語療法は胡散臭い民間療法と思われていたが、1937年のジョージ6世の戴冠式には妻とともに貴賓席に招待されるほど両者は親密となった。
ローグの吃音治療は成功し、1939年9月、ジョージ6世は第二次世界大戦の対独宣戦布告時のラジオ演説（イギリスならびに海外領土、イギリス連邦諸国への生放送）を吃らずに成し遂げた。ジョージ6世の吃音が治癒に向かうにつれローグの収入は減ったが、1944年にはロイヤル・ヴィクトリア勲章のコマンダー章（CVO）を授与されるなど、その親交は続いた。

### 死去
ローグは、ジョージ6世が1952年2月6日に崩御した約1年後の1953年4月12日にロンドンで死去した。同年4月17日の彼の葬儀には、ジョージ6世の長女である女王エリザベス2世、ジョージ6世の王妃であったエリザベス皇太后から勅使が遣わされた。

## 関連作品

### 映画
- 英国王のスピーチ
ローグ役をジェフリー・ラッシュが演じた。

## 参考
- 「ジョージ6世の親友」（NHK 2011年7月）
- マーク・ローグ、ピーター・コンラディ「英国王のスピーチ―王室を救った男の記録」安達まみ・訳／岩波書店・2012年  ISBN 9784000222877 ※ローグの孫による伝記